# Neolasia purpurata
Neolasia purpurata är en tvåvingeart som först beskrevs av Joseph Charles Bequaert 1933.  Neolasia purpurata ingår i släktet Neolasia och familjen kulflugor. Inga underarter finns listade i Catalogue of Life.